# Gertrud Jürgens (Schachspielerin)
Gertrud Jürgens war eine deutsche Schachspielerin.

## Schachliche Erfolge
Gertrud Jürgens gewann 1943 in Wien das Turnier um die deutsche Meisterschaft der Frauen gemeinsam mit Maja Schlemmer vor Edith Keller und Friedl Rinder. Der vorgesehene Stichkampf um den Titel hat nie stattgefunden.
Ein Jahr davor erreichte sie den siebten Platz von acht Teilnehmerinnen bei der Deutschen Damenmeisterschaft 1942 in Bad Oeynhausen, die Edith Keller vor Ottilie Stibaner gewann.